# Wagner (televíziós sorozat)
A Wagner 1983-ban bemutatott, brit–magyar koprodukcióban készült televíziós minisorozat Richard Wagner zeneszerző életéről. A forgatókönyvet Charles Wood írta, a filmet Tony Palmer rendezte, a címszerepet Richard Burton játszotta. Később tíz részből álló minisorozatként DVD-n is kiadták.
Wagner zenéjét a filmhez külön felvették, Sir Solti György vezényletével.

## Gyártás
Tony Palmer eredeti alkotása egy 7 óra 46 perces film volt, amelyet később ötórás verzióra megvágtak, ezáltal néhány karakter eltűnt belőle. Később a filmet a televízióban hat epizódban vetítették. 2011-ben új, DVD-s verzió került kiadásra, mint a nagyfelbontású, szélesvásznú film teljes eredeti változata. (Korábban VHS-en adták ki.)
Sok autentikus helyszínen forgatták, köztük II. Lajos bajor király neuschwansteini és herrenchiemsee-i kastélyában, valamint a Münchner Residenzen. Más helyszínek Magyarországon, például Sopronban a Tűztoronyban, a Cézár Pincében, Svájcban, Sienában, s másutt is Toszkánában, Velencében, Bécsben és Dublinban voltak.
Palmer azt mondta Burton előadásáról: „Még most sem – bár voltak kritikák – hiszem el senkinek, hogy bárki jobban alakította volna, mint ő”.

## Kritikai fogadtatás
A film a vezető folyóiratokban ragyogó bírálatokat kapott:
„A Wagner csak olyan kivételes életrajzi filmekhez fogható, mint a Gandhi, a Vörösök és Abel Gance Napóleonja ... a Wagner az egyik legszebben fényképezett mozgóképsor a történelemben.” 
„Egy abszolút bika-szem ... csodálatos ... technikailag ragyogó ... zeneileg és filmszerűen a legmagasabb szinten ... biztosan a győzelemre méltó körmenetbe kerül a világon.”
„Egy monumentális film ... egy teljes műalkotás ... valóban látnok.”
„Egy figyelemre méltó esemény ... egy percig túl kemény ... egy brit film a dicsőségről ... vihart kavar a képernyőn ... egy nagy szellemiségű mű.”

## Szereposztás
- Richard Burton mint Richard Wagner (magyar hangja Szabó Gyula)
- Gemma Craven mint Minna Planer, később Wagner
- Vanessa Redgrave mint Cosima von Liszt, Bülow, később Wagner
- Miguel Herz-Kestranek mint Hans von Bülow
- Gálffi László mint II. Lajos bajor király
- Gera Zoltán mint Lüttichau
- Sir John Gielgud mint Franz Seraph von Pfistermeister
- Sir Laurence Olivier mint Sigmund von Pfeufer
- Sir Ralph Richardson mint Karl Ludwig von der Pfordten báró
- Ekkehard Schall mint Liszt Ferenc
- Ronald Pickup mint Friedrich Nietzsche
- Marthe Keller mint Mathilde Wesendonck
- Richard Pasco mint Otto Wesendonck
- Peter Hofmann mint Ludwig Schnorr von Carolsfeld
- Dame Gwyneth Jones mint Malvina Schnorr von Carolsfeld
- Jess Thomas mint Albert Niemann
- Vernon Dobtcheff mint Giacomo Meyerbeer
- Gabriel Byrne mint Karl Ritter
- Sir William Walton mint II. Frigyes Ágost szász király
- Sigfrit Steiner mint I. Lajos bajor király
- Barbara Leigh-Hunt mint Terézia Sarolta szász–hildburghauseni hercegnő
- Daphne Wagner mint Sándor Paulina (Metternich hercegné)
- Dame Joan Plowright mint Taylor asszony
- Corin Redgrave mint dr. Pusinelli
- Prunella Scales mint Frau Pollert
- Cyril Cusack, mint Sulzer
- Benkő Gyula narrátor

## Epizódok
A Wagner tíz részből álló minisorozatként, DVD-n jelent meg. Annak ellenére, hogy a különálló részleteket epizódként számozzák, csak az első epizód nyitja meg a történetet, és csak az utolsó epizód zárja, az összes többi epizód hirtelen jelenetváltással kezdődik, és végződik.

### 1. rész
Wagner Drezdában élő, tiszteletre méltó zeneszerző, ahol a királyi udvar karmestereként dolgozik Szászország királya számára. Bár felesége, Minna élvezi életüket és státuszukat, Wagner unatkozik az öreg királynál, és legtöbb idejét forradalmi gyűléseken tölti a település és az arisztokrácia ellen. Végül a májusi felkelés során fontos figurává válik, s amikor a szász és porosz katonák leverik a felkelést, Wagner üldözötté válik, és kénytelen Zürichbe menekülni.

### 2. rész
Miután egy ideig nem volt hajlandó csatlakozni férjéhez, Minna végül beleegyezik, hogy Zürichbe költözik, hogy újraegyesüljön Wagnerrel. Sikerül meggyőzni őt, hogy újra elkezdjen vezényelni és zenélni, és sürgeti őt, hogy utazzon Franciaországba. Bordeaux-ban találkozik egy gazdag skót emigráns asszonnyal, Taylornéval, aki vállalja, hogy pártfogója lesz, bár volt egy rövid viszonya házas lányával. Párizsba utazásakor Wagner megígéri, hogy azonnal elhagyja a várost és visszatér Zürichbe. Ott találkozik jó barátjával, Liszt Ferenccel, miközben egy tanítványt fogad, Karl Rittert, az őt szintén támogató Ritter asszony fiát.

### 3. rész
Wagner egészsége romlik; különböző betegségekben szenved. Mathilde Wesendonck, Otto Wesendonck, a gazdag selyemkereskedő felesége, újabb pártfogója lesz, és lakóhelyeként a birtokán lévő üdülőházat kínálja fel neki. Miután Wagner a házba került, szenvedélyes levelezést indít Mathildével, ami felháborítja a nő férjét, Ottót, és Wagner feleségét, Minnát, akik a laudanum növekvő mennyiségével igyekeznek megnyugtatni. Wagnert, aki a Trisztán és Izoldát komponálja Mathildének, meglátogatja jó barátja, Hans von Bülow, és új menyasszonya, Cosima, Liszt lánya. Egy idő múlva Minna bátorságot vesz, hogy szembe nézzen Wagner és Mathilde levelezésével.

### 4. rész
Wagner Velencébe költözik, hogy befejezze a Trisztán és Izoldát. Amikor Karl Ritter arról tájékoztatja, hogy Ritter asszony már nem tud pénzt adni neki, a barátságot és a párizsi utazásokat megszünteti. Párizsban a francia császár elrendelte, hogy bemutassa híres operája, a Tannhäuser új változatát. Az előadás azonban fiaskóval zárul, amikor a fellépések során tiltakoznak Wagner újítása ellen, amelyet a művészi egyezményekkel szemben tett (a balett az első felvonásba kerül, a második helyett) és mivel az egyik pártfogója a magyar származású Metternich hercegné volt.

### 5. rész
A párizsi kudarc után Wagner Európában utazgat; Svájcba, Ausztriába és Oroszországba. Megpróbálja színpadra állítani a Trisztán és Izoldát Bécsben, de sikertelenül. Eközben Minna továbbra is a drezdai bírósághoz folyamodik a Richard iránti amnesztiáért, amit végül meg is adnak. Wagner visszatér, de elrejtőzik, ha a hitelezők keresik őt. Végül Pfistermeister, a bajor király személyes titkára kétségbeesetten találkozik vele.

### 6. rész
Wagner élvezi napjait a fiatal bajor király védnöksége alatt. A legtöbb adósságát rendezik, és számos operáját nagy sikerrel megrendezik. Közben viszonya van jó barátjának, Hans von Bülownak a feleségével, Cosimával, a nő apjának, Liszt Ferencnek a megdöbbenésére. Noha Wagner és II. Lajos bajor király közeli barátok lettek, a király szolgálatába és a bajor népbe Wagner belefárad. Végül össze is vész a királlyal, amikor Lajostól azt kéri, hogy fizessen a portréjáért, amelyet neki ajándékba ad.

### 7. rész
Wagnernek ki kell engesztelnie a királyt, ami végül sikerül is neki. Barátságuk még erősebbé válik, miközben a király miniszterei egyre inkább gyanakodnak Wagnerre és egyre növekvő pénzigényére. A Trisztán és Izolda premierjét el kell halasztani, amikor a vezető színésznő megbetegszik, de végül néhány hónappal később bemutatják. Lajos elhagyja a premiert még a vége előtt, hogy elutazzon az éjszakába a királyi vonaton. Amikor Bajorország külső kihívásokkal szembesül, Wagner életmódja túlságosan extravagáns lesz a bajor nép számára. A király végül kénytelen elbocsátani az országából. Eközben Cosima megszüli Wagner lányát, miközben Minna Wagner által elhagyatva meghal.

### 8. rész
Wagner Luzernbe költözik Cosima és gyermekei számára. Később csatlakozik Lajos királyhoz, aki Wagner asszisztense lett. Wagner meggyőzi őt, hogy visszatérjen Bajorországba, ahol a poroszországi háború kitör. Hans von Bülow végül Luzernben is meglátogatja őket, ahol Cosima a házasság felbontását kéri tőle. Amikor Hans túlságosan beleunt a Wagnerrel való munkájába, elhagyja, és Wagner új asszisztenseként Hans Richtert veszi fel. Friedrich Nietzsche meglátogatja őket. Cosima Wagnernek fiút szül.

### 9. rész
Wagnert ésCosimaát örömmel töltötte el fiuk, Siegfried születése. Eközben Németország folytatja a háborút Franciaországgal, amely végül felismeri Wagner egész Németországra kiterjedő álmait. Wagner feleségül veszi a Cosimát, és Lajos megrendeli operáját, a Rajna kincsét. Amikor Wagner úgy dönt, hogy elhalasztja az operát, egy nappal a premier előtt, ő és Lajos összevesznek. A kiraly megtagadja a komponistának a színházhoz való hozzáférést, aki úgy dönt, hogy saját operaházat épít Bayreuthban.

### 10. rész
A bayreuthi operaház építése megkezdődik, és A Nibelung gyűrűje végre bemutatható. Az előadáson rész vesz Lajos, aki lassan elveszti az elméjét, míg él a hatalmas új Neuschwanstein kastélyban. Nietzsche Wagner életmódjával és ötleteivel (beleértve az antiszemitizmust) is egyetért. Wagner halála előtt Liszt és Wagner életét az általuk ismert emberek, az események és az általuk alkotott zene tükrözik.

## Regényben
- A Wagnert az ACH Smith kiadta németül és olaszul (1983) ISBN 3-453-01837-0
- Angol nyelvű kiadás (2012) ISBN 978-1-85135-035-3
- Most angol nyelven is elérhető. További részletekért lásd: "ACH Smith, Wagner novelisation". (2013. január 23.)

## További információ
- Wagner az Internet Movie Database-ben (angolul)
- Wagner a Box Office Mojón (angolul)

## Fordítás
- Ez a szócikk részben vagy egészben  a   Wagner (film) című angol Wikipédia-szócikk ezen változatának fordításán alapul.  Az eredeti cikk szerkesztőit annak laptörténete sorolja fel. Ez a jelzés csupán a megfogalmazás eredetét és a szerzői jogokat jelzi, nem szolgál a cikkben szereplő információk forrásmegjelöléseként.